# 地层

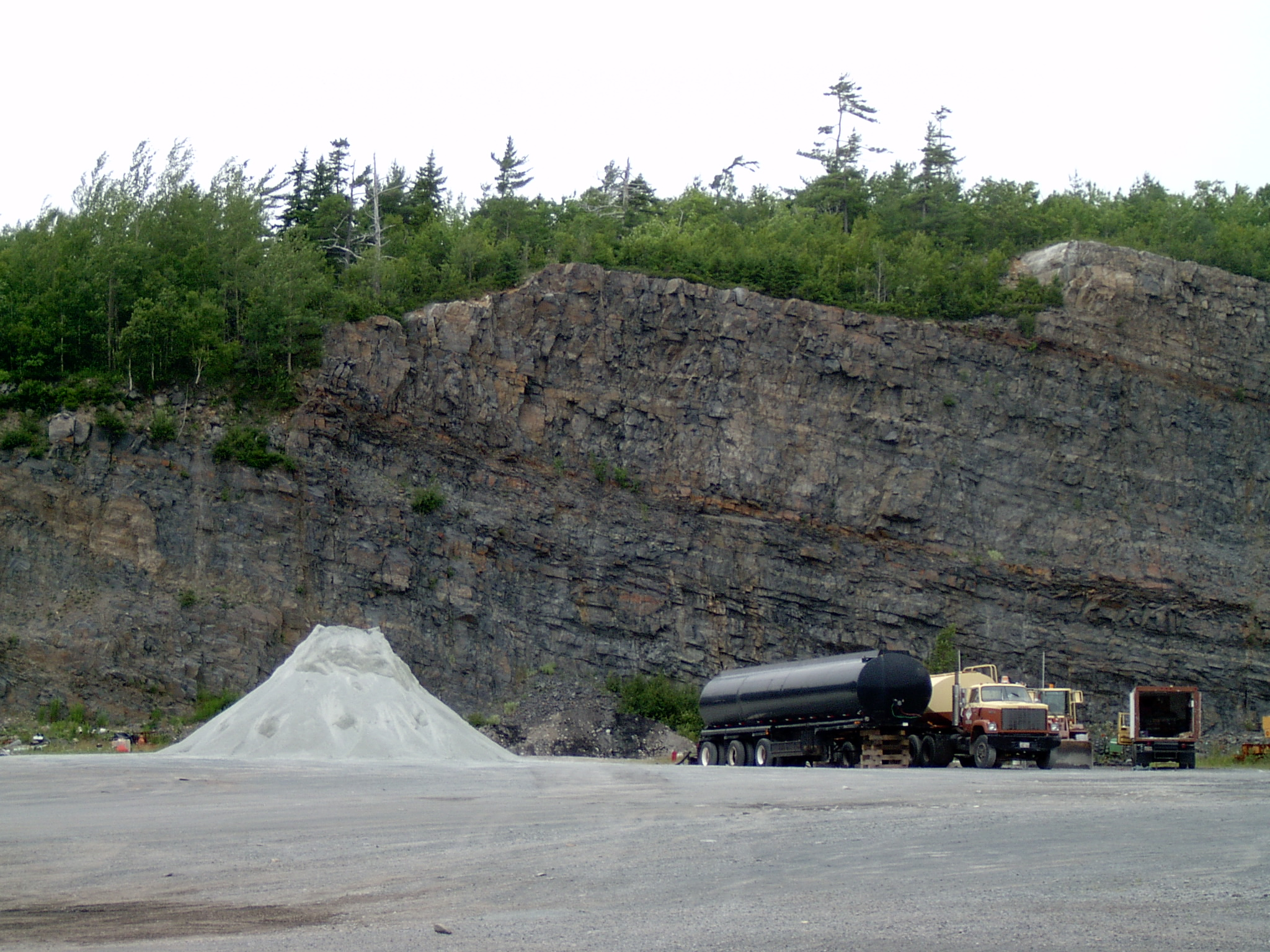
加拿大东部寒武纪中期海洋沉积形成的地层，最深可达8800米

地层在地质学上指有一定层位的一层或一组岩石或土壤，上下层位之间被明显的层面或沉积间断面分开，地层分布范围可广达几十万平方千米，在悬崖峭壁、河岸或修建公路时开挖的地段，地层可能会暴露出，显示不同颜色或不同构造的层理，各层的厚度也不同，有的只有几毫米厚，有的可厚达几千米。各层的岩性、所含有的化石、矿物，以及其物理、化学成分都可能有明显的差异。根据其不同的岩性、化石等将其划分为不同的地层单位，研究地层的学科为地层学，是考古和研究地史的基础，也为勘探和找矿提供重要线索。
任何成层地层的序列，不论是沉积岩、喷出岩，只要不发生地层倒转、逆掩断层，总是先形成的在下、年代较老，后形成的在上、年代较新。若表现为地层之间的不整合或假整合，原因或是该地区未曾有过该地层的沉积，或者更可能是该地层沉积后，在上覆地层尚未沉积时就已被剥蚀。

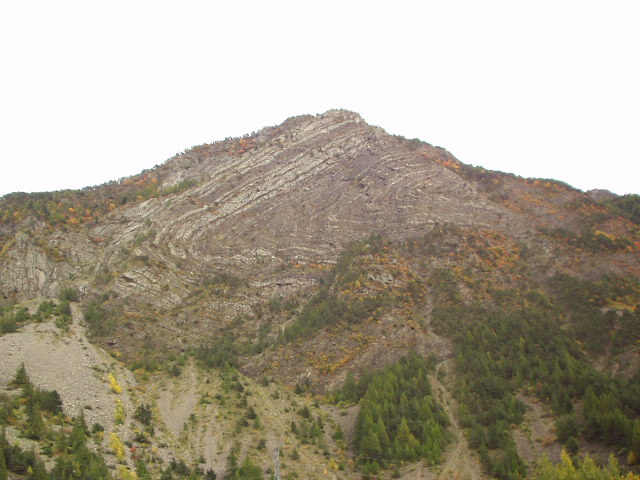
法国阿尔卑斯山暴露的地层
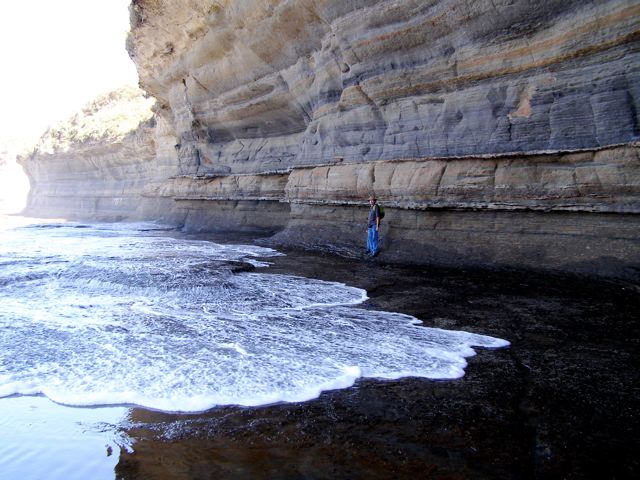
澳大利亚新南威尔士州的岩石地层
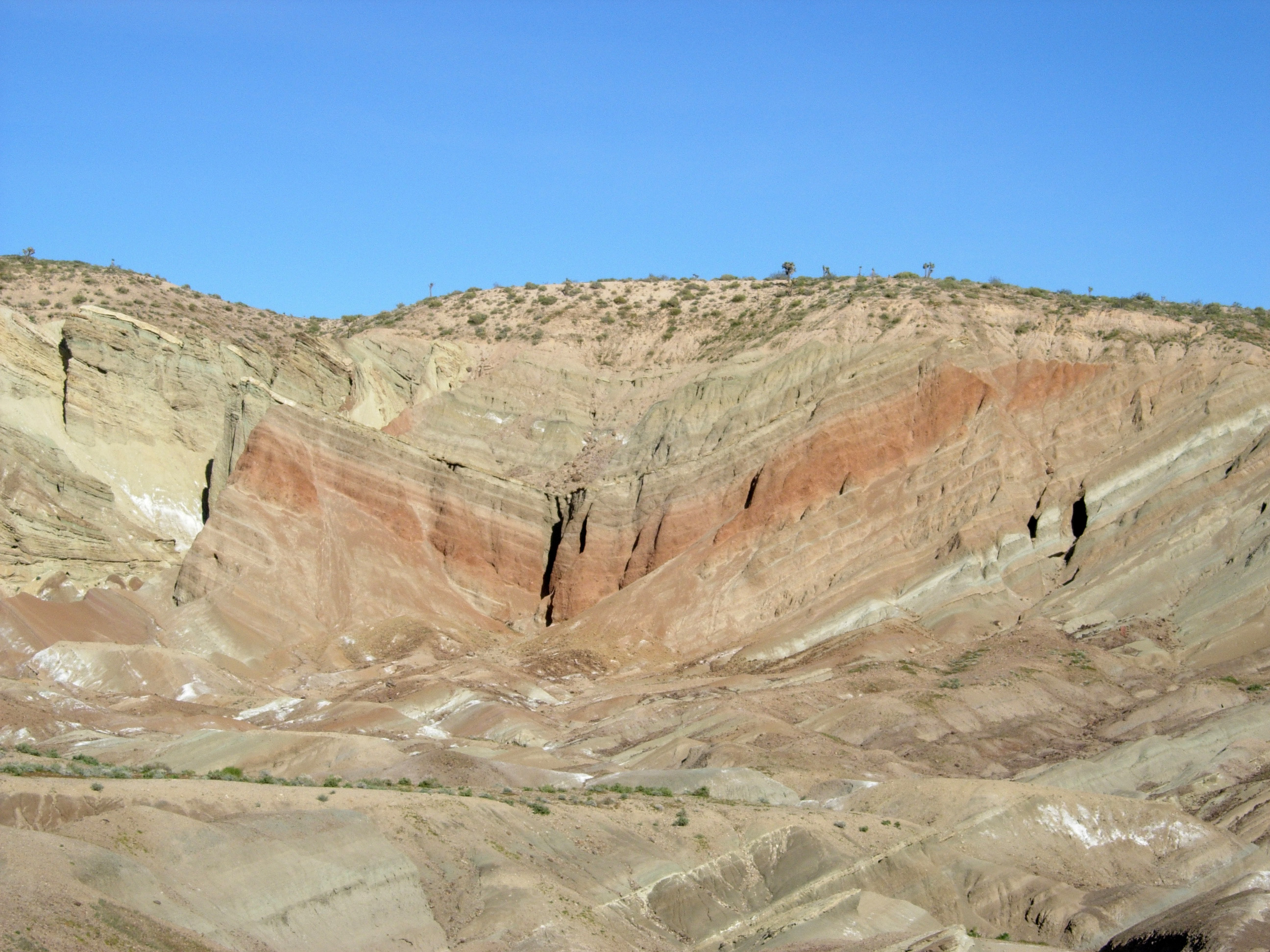
美国加利福尼亚州的地层
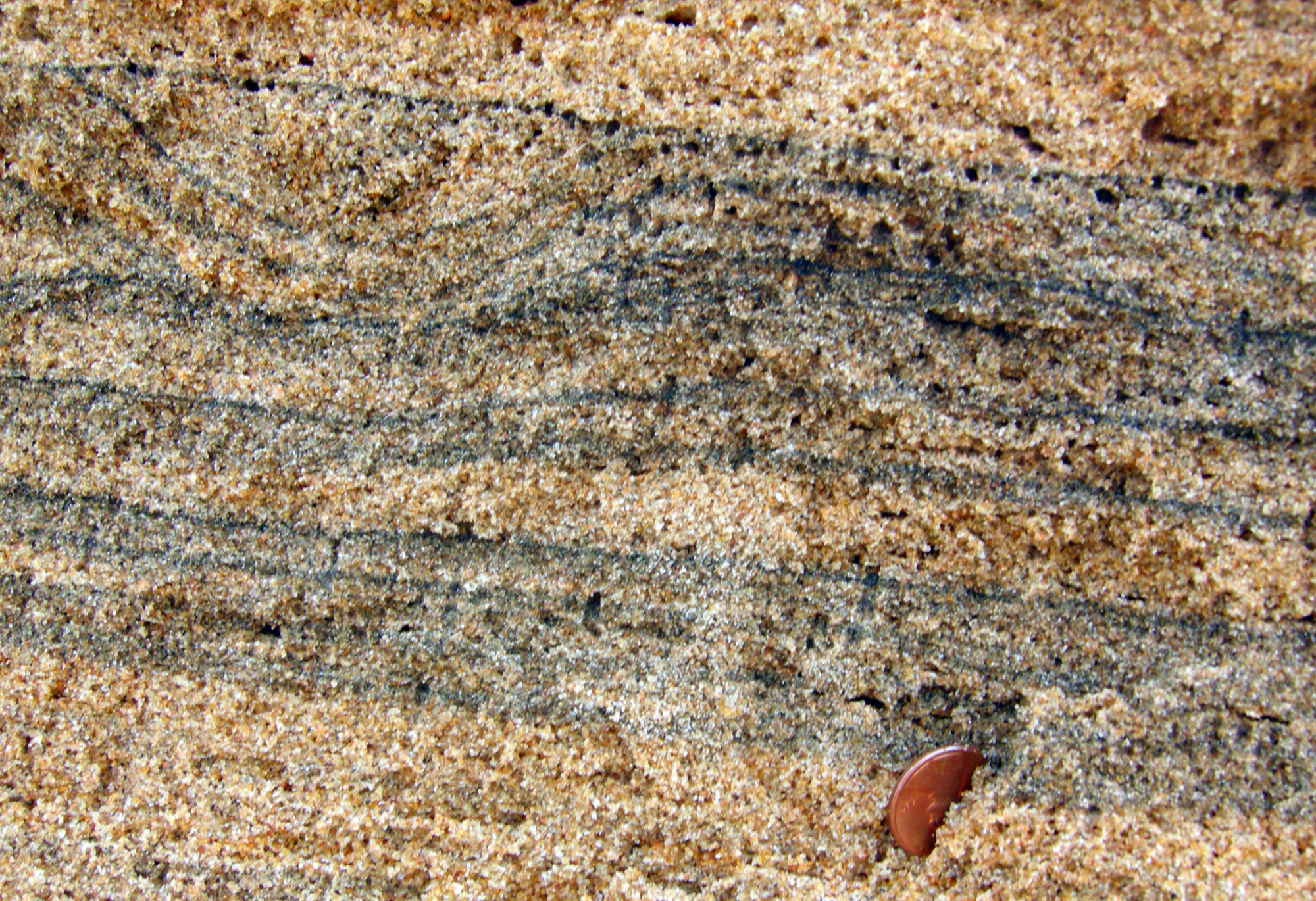
印度的地层